# Sosípolis (deidad)
Sosípolis (griego antiguo Σωσίπολις, Sōsípolis, 'salvador de la ciudad'), en la religión de la Antigua Grecia, es una deidad infantil de la mitología griega, un espíritu local de los eleos, hijo de la diosa Ilitía que fue adorado en Olimpia y Élide desde el helenismo en adelante.
Tenía un santuario dedicado a él dentro del santuario de la diosa Ilitía en Olimpia, Grecia. También tenía otro santuario a la izquierda del santuario de Tique en Élide.

## Mitología
Según la leyenda, descrita por Pausanias, los arcadios habían invadido Élide y los eleos estaban prestos para luchar contra ellos. Sin embargo, entre los eleos apareció una mujer con un niño de pecho y dijo que cuando había dado a luz a su hijo, tuvo una visión durante un sueño para que ofreciera al niño y se pusiera al frente de los eleos. Los comandantes eleos la creyeron y colocaron al niño, desnudo, delante de su ejército. Cuando las tropas arcadias iniciaron el ataque, el niño se convirtió en serpiente. Al verlo, los arcadios huyeron despavoridos y los eleos los persiguieron y salieron victoriosos. Por esto, los eleos llamaron al niño Sosípolis (que significa "salvador de la ciudad") porque había sido su salvador, y en el lugar donde se había transformado en serpiente le construyeron un santuario. En el mismo edificio también adoraron a su madre Ilitía porque ella había traído a su hijo para ayudarlos. La tumba de los arcadios que murieron en la batalla estaba en la colina al otro lado del río Cládeo.

## Culto
El santuario de Sosípolis, en Olimpia, tenía dos partes, la parte frontal era pública y estaba dedicada a Ilitía, pero en la parte interior se adoraba a Sosípolis, adonde solo podía entrar la sacerdotisa responsable del dios. Los eleos elegían a una anciana sacerdotisa para la diosa todos los años. La sacerdotisa también era responsable del culto a Sosípolis. Debía vivir en castidad y tenía que traer agua para el baño del dios y poner delante de él tortas de cebada amasadas con miel. Cuando entraba en la zona dedicada a Sosípolis, tenía que cubrirse la cabeza y el rostro con un velo blanco. Las doncellas y matronas esperaban en el santuario de Ilitía cantando himnos y quemaban toda clase de incienso al dios, aunque no era costumbre derramar libaciones de vino. Según Pausanias, Sosípolis también era considerado una divinidad del juramento particularmente invocado para los asuntos más importantes.
En su otro santuario, a la izquierda del santuario de Tique en Élide, se le representaba en una pintura como un niño, envuelto en una túnica estrellada y sosteniendo el cuerno de Amaltea, según se apareció en un sueño. El motivo de esta fundación pudo ser el mismo que en Olimpia, puesto que también allí habían sido amenazados por los arcadios en la batalla donde apareció Sosípolis como salvador.
En la ciudad de Magnesia del Meandro en Asia Menor, a finales del siglo I o principios del II a. C. el dios Zeus Sosípolis tenía un templo en su honor. Este templo, según la tradición construido por el arquitecto Hermógenes, estaba situado en el ágora, tetrástilo con friso en entabladura, opistódomos en la cella y molduras de estilo ático en las paredes.